# Cutaway

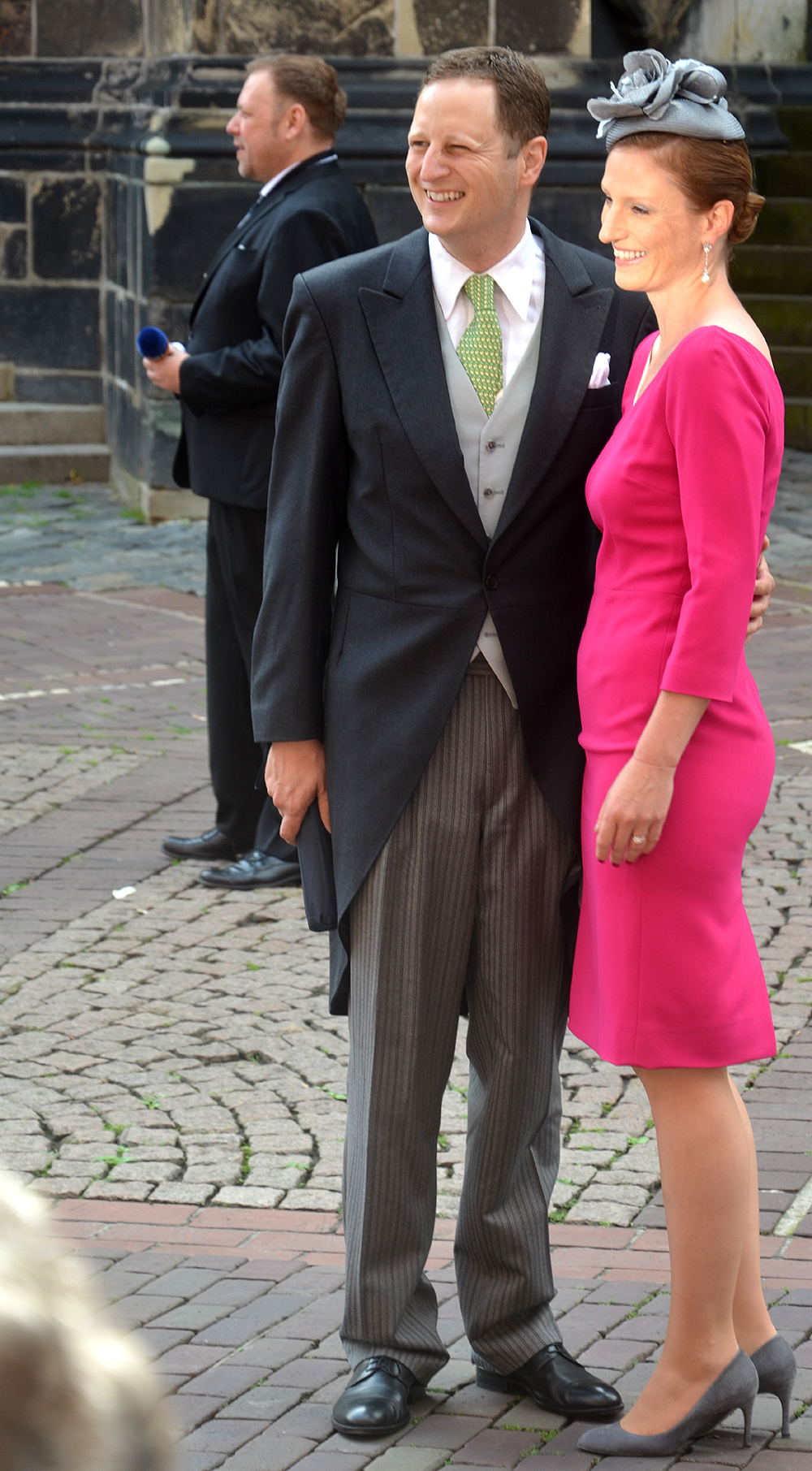
Georg Friedrich Prinz von Preußen im Cutaway, anlässlich der Hochzeit von Ekaterina Malysheva und Ernst August Prinz von Hannover am 8. Juli 2017 in Hannover

Der Cutaway, auch Cut (Aussprache [kœt], auch [kat]), ist ein aus dem Gehrock entwickeltes formelles Kleidungsstück für Herren, das in seiner heutigen Form um 1900 in England festgelegt wurde. Die Ursprünge gehen jedoch auf die Zeit nach 1850 zurück.

## Einordnung
Der Cutaway ist der Große Gesellschaftsanzug des Tages. Damit wird er abgegrenzt vom Großen Gesellschaftsanzug des Abends, dem Frack, und dem Kleinen Gesellschaftsanzug des Tages, dem Stresemann, sowie dem Kleinen Gesellschaftsanzug des Abends, dem Smoking.
Der englische Name morning coat oder morning dress (Morgenanzug) macht ihn zum Gegenstück des abends zu tragenden Fracks (white tie bzw. Frack-Jacke = tail coat). Der Cut ist der festlichste Morgenanzug nach westlichem Protokoll, er kann gelegentlich durch den weniger festlichen Stresemann ersetzt werden. Er wird zu feierlichen Anlässen wie der Stresemann primär am Vormittag und jedenfalls nicht nach 18 Uhr getragen.
Als festlichster Tagesanzug wird er zu Hochzeiten, hochklassigen Beisetzungen oder Staatsempfängen getragen. So tragen ihn etwa Botschafter anlässlich der Überreichung des Beglaubigungsschreibens an das Staatsoberhaupt im Empfangsstaat. Obschon der Cut wie der Frack ursprünglich eine bürgerliche Kleidung war (der Adel trug üblicherweise bei Festen und feierlichen Anlässen eine Uniform), wird er heute auf dem europäischen Kontinent insbesondere bei Adelshochzeiten getragen.
Der Begriff „Cutaway“ leitet sich von den abgeschnittenen (englisch cut away) Ecken des Gehrocks ab.

## Beschreibung
Der Cutaway besteht aus einer grauen oder schwarzen Jacke, einer schwarz-grau gestreiften (Stresemann-)Hose, schwarzen Schuhen, einer hellgrauen oder farbigen Weste (im Falle einer Beisetzung sollte sie aus demselben dunklen Stoff wie das Jackett bestehen) und einem weißen Hemd. Die Krawatte zum Cutaway ist traditionell silbergrau, in jüngerer Zeit sind jedoch auch farbige Krawatten üblich geworden. Für Trauerfeiern ist die Krawatte in jedem Fall schwarz. Anstelle der Krawatte kann auch ein Plastron getragen werden. Der Cut ist ein Gehrock mit rundem Abstich. Zum klassischen Cut gehören knöchellange weiße Wollstoff-Gamaschen mit Steg, welche eine flauschige Innenseite haben.
Beim hellgrauen Cut – häufig bei Pferderennen (vgl. Royal Ascot) getragen – bestehen Weste und Hose häufig aus demselben Stoff wie die Jacke. Traditionell trägt man dazu auch heute noch einen schwarzen oder silbergrauen Zylinder und eine weiße Chrysantheme im Knopfloch. Zum Cutaway wird kein Querbinder, Gürtel oder Kummerbund getragen.